# 강동역 신동아 파밀리에
강동역 신동아 파밀리에(영어: Gangdong Sindonga Familie)는 대한민국 서울특별시 강동구 천호동에 위치한 아파트 단지이다. 2010년에 강동역 신동아 파밀리에를 분양했고 2012년에 분양이 완료되었다. 같은 해 착공하였고 2015년 완공하였고 입주하였다.

## 같이 보기
- 서울특별시의 마천루 목록